# Epsilon Antliae
Désignations
Epsilon Antliae (ε Ant, ε Antliae) est une étoile géante de la constellation australe de la Machine pneumatique. Sa magnitude apparente est de 4,51, ce qui en fait une étoile visible à l'œil nu. Les mesures de la parallaxe annuelle de l'étoile par le satellite Gaia indiquent qu'elle se trouve à environ ∼ 704 a.l. (∼ 216 pc) de la Terre. Elle s'en éloigne à une vitesse radiale héliocentrique de +23 km/s.
Le type spectral de Epsilon Antliae est K3 III, où la classe de luminosité III indique qu'il s'agit d'une étoile géante évoluée. Les mesures de photométrie réalisées lors de la mission du satellite Hipparcos indiquent que l'étoile possède une variabilité périodique de 0,0034 magnitude sur une période de 11,074 91 jours. Elle a un rayon qui est 37 fois plus grand que le rayon du Soleil (R☉) et brille avec une luminosité d'approximativement 1 279 fois celle du Soleil, avec une température de surface de 4 320 K.